# Euphyia costimaculata
Euphyia costimaculata är en fjärilsart som beskrevs av Louis Beethoven Prout 1939. Euphyia costimaculata ingår i släktet Euphyia och familjen mätare. Inga underarter finns listade i Catalogue of Life.